# 電子遊戲列表
本表以分类方式列出电子游戏列表。

## 依平台

### 雅达利
- 雅达利2600游戏列表
- 雅达利7800游戏列表

### 微软
- 支持DirectX 10游戏列表
- 支持DirectX 11游戏列表
- Games for Windows游戏列表
- Xbox 360游戏列表
- Xbox One遊戲列表

### 任天堂
- Family Computer游戏列表
- Nintendo Entertainment System游戏列表
- FC磁碟机游戏列表
- 超級任天堂遊戲列表
- Wii遊戲列表
- Wii U遊戲列表
- WiiWare遊戲列表
- 任天堂DS游戏列表
- 任天堂Switch遊戲列表

### 世嘉
- Mega Drive游戏列表

### 索尼
- PlayStation游戏列表
- PlayStation 2游戏列表
- PlayStation 3遊戲列表
- PlayStation 4遊戲列表
- PlayStation Vita游戏列表

### 其它
- Facebook遊戲列表

## 依厂商
- 艾尼克斯电子游戏列表
- 史克威尔电子游戏列表
- 史克威尔艾尼克斯电子游戏列表
- 育碧软件开发游戏列表
- 晶體動力電子遊戲列表

## 依系列
- 最终幻想系列游戏列表
- 最终幻想系列作品列表
- 神奇寶貝系列遊戲列表
- 索尼克系列游戏列表
- 星球大戰系列遊戲列表
- 薩爾達傳說系列作品列表
- 模拟系列列表
  - 模拟人生系列作品列表

## 依引擎
- 虚幻引擎游戏列表

## 依类型
- 大型多人線上角色扮演遊戲列表
- 一級方程式電子遊戲
- 十八禁遊戲列表

## 依授权
- 开源游戏列表

## 依评价
- 电子游戏销量排行列表
- 畅销电子游戏系列列表